# Saint-Genis, Hautes-Alpes

Saint-Eusèbe-en-Champsaur este o comună în departamentul Hautes-Alpes, Franța. În 1 ianuarie 2018 avea o populație de 54 de locuitori.